# Jakob II av Aragonien

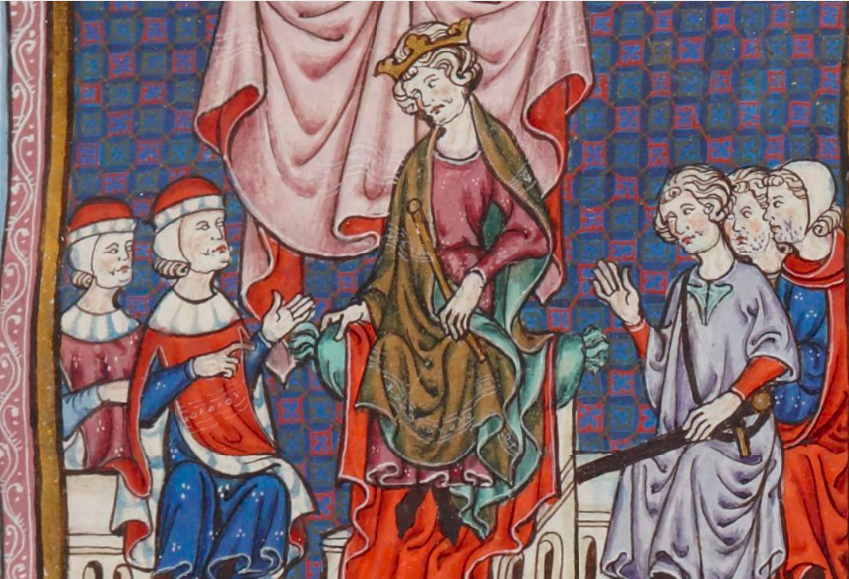
Jakob II av Aragonien.

Jakob II av Aragonien, kallad den rättvise, född 10 augusti 1267 i Valencia, död 2 november 1327 i Barcelona, var konung av Sicilien och Aragonien, son till Peter III av Aragonien, sonson till Jakob I av Aragonien. 

## Biografi
Jakob efterträdde sin far som kung av Sicilien 1285 och blev 1291, efter sin äldre bror, kung av Aragonien. År 1295 avträdde han Sicilien till sin blivande svärfar, kung Karl II av Neapel, men sicilianarna valde istället till kung Jakobs yngre bror, Fredrik II.
Från Genua och Pisa erövrades under Jakobs tid Sardinien (1322–1326). Gentemot adelns övermakt stödde han sig på prästerskapet och borgerskapet och tryggade genom konstitutionen i Tarragona 1319 Aragoniens, Kataloniens och Valencias förening under en kung, men med skilda lagar och författningar.